# Галичина (Палац спорту)
«Галичина» — спортивний комплекс у Львові для проведення спортивно-масових і культурних заходів. У палаці зал ігрових видів спорту площею 1000 м² на 1350 сидячих місць та зал для атлетичної гімнастики.

## Історія
Зведення спортивного комплексу для потреб будівельників, які заселяли навколишній район розпочали 1967 р. Споруда мала високий зал розмірами 36 x 18 м та була забезпечена допоміжними приміщеннями. Головний вхід та службові приміщення розташовувалися у західній частині споруди. Східний фасад Палацу оздоблений мозаїчним панно спортивного змісту авторства студентів Львівської академії мистецтв. Обабіч вул. Зеленої до неї прилягали волейбольний та баскетбольний майданчики. Зараз на їх місці зведено авторемонтну майстерню. 
Свого часу тут проводила поєдинки Чемпіонату СРСР волейбольна команда «Автомобіліст» під керрівництвом Бориса Пилипчука з провідними гравцями Михайлом Дещицею і Борисом Садировим, жіноча баскетбольна команда «Львівжитлобуд» під керівництвом Бориса Замера, змагалися майстри настільного тенісу Анатолій Строкатов та Борис Холодовський – багаторазові призери чемпіонатів СРСР. Виступав олімпійський чемпіон 1980 р. Богдан Макуц.
У 1975 р. архітектор Леонід Степанюк спроектував новий корпус Палацу спорту - чотириповерхову будівлю, яку введено в експлуатацію 1 вересня 1980. Первісний корпус було переобладнано виключно під гімнастичний зал, вхід в який зараз організовано з вестибюля нового корпусу. У новому корпусі змагалися баскетболісти: спочатку жіноча команда «Львівжитлобуд», потім – чоловіча «Львівська Політехніка», яка згодом стала називатись «Галичина».  
У 2008 р. новий корпус було реконструйовано. Перебудували західну стіну звівши глядацькі трибуни, що значно збільшило кількість глядацьких місць, перестелили підлогу, використавши канадський дуб. Надбудували п'ятий поверх і обладнали там котельню. Також модернізували роздягальні, санвузли, службові приміщення, глядацькі трибуни отримали пластикові крісла. Під західною трибуною влаштовані службові приміщення . Фасади старої будівлі потиньковані, новіша зберігає відкрите мурування. У 2012 р. допоміжні приміщення старого корпусу розібрали і розпочали будівництво готелю. Загальна кількість стаціонарних сидячих місць в залі для ігрових видів спорту складає 1317, з них 546 місць — основні (східні) трибуни, 245 місць — західні трибуни, 424 місця — бокові трибуни з можливістю складення, коли необхідно використання ігрового поля розміром 42 x 24 м та 42 м'яких крісла в центральній ложі.
В залі ігрових видів спорту встановлено 2 світлодіодних семисегментно-символьних табло з можливістю виводу назв команд, рахунку, періоду та тривалості гри, кількості командних тайм-аутів та фолів. Основне табло з можливістю виводу номерів, прізвищ та індивідуальної кількості очок та покарань для 12-и гравців кожної з команд. 
До сезону 2015/16 тут проводила всі домашні матчі та тренувалась чоловіча баскетбольна команда «Політехніка-Галичина».
До сезону 2021/22 палац був головним домашнім майданчиком жіночої та чоловічої баскетбольних команд СБК «Львів», чоловічої футзальної команди «Енергія», чоловічої волейбольної команди «Барком-Кажани. Жіноча гандбольна команда «Галичанка» проводить тут матчі Європейських Кубків з гандболу. Свого часу тут проводили свої поєдинки національного чемпіонату футзальні команди «Тайм», ТВД, «Кардинал». Також в палаці часто відбуваються чемпіонати з художньої гімнастики, спортивних танців, чирлідингу, ігри любительських баскетбольних, волейбольних, футзальних, флорбольних, та інших команд. Також в Палаці спорту знаходяться спортивні секції: дитячо-юнацька спортивна школа олімпійського резерву «Будівельник» (спортивна гімнастика) та дитячо-юнацька спортивна школа «Надія» (баскетбол і гандбол), клуб чирлідингу Lviv Angels.
У Палаці спорту проходили також змагання найвищого рангу. Чоловіча збірна України з баскетболу розігрувала тут відбіркові поєдинки Чемпіонат Європи з баскетболу. Гандболістки «Галичанки» проводили матчі європейських кубків. Національна збірна України з футзалу та команда «Тайм» і «Енергія» проводили на арені Палацу матчі Кубку УЄФА та міжнародні турніри.